# Test diagnostique du SARS-CoV-2

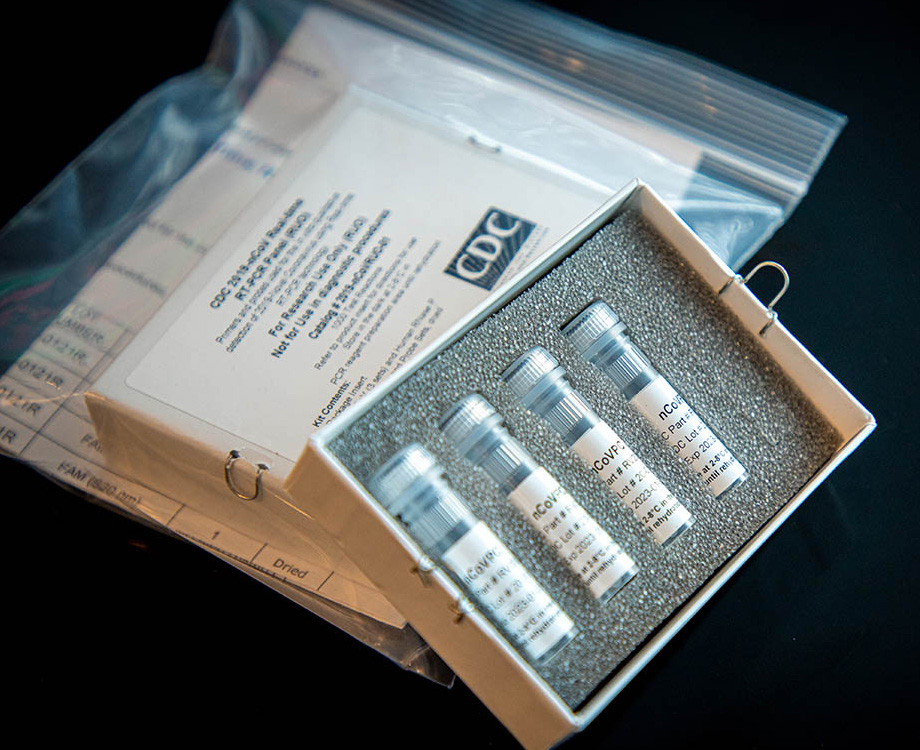
Kit CDC de diagnostic par RT-PCR transcription inverse suivie d'une amplification en chaîne par polymérase pour le Coronavirus 2019-nCoV, rebaptisé SARS-CoV-2.

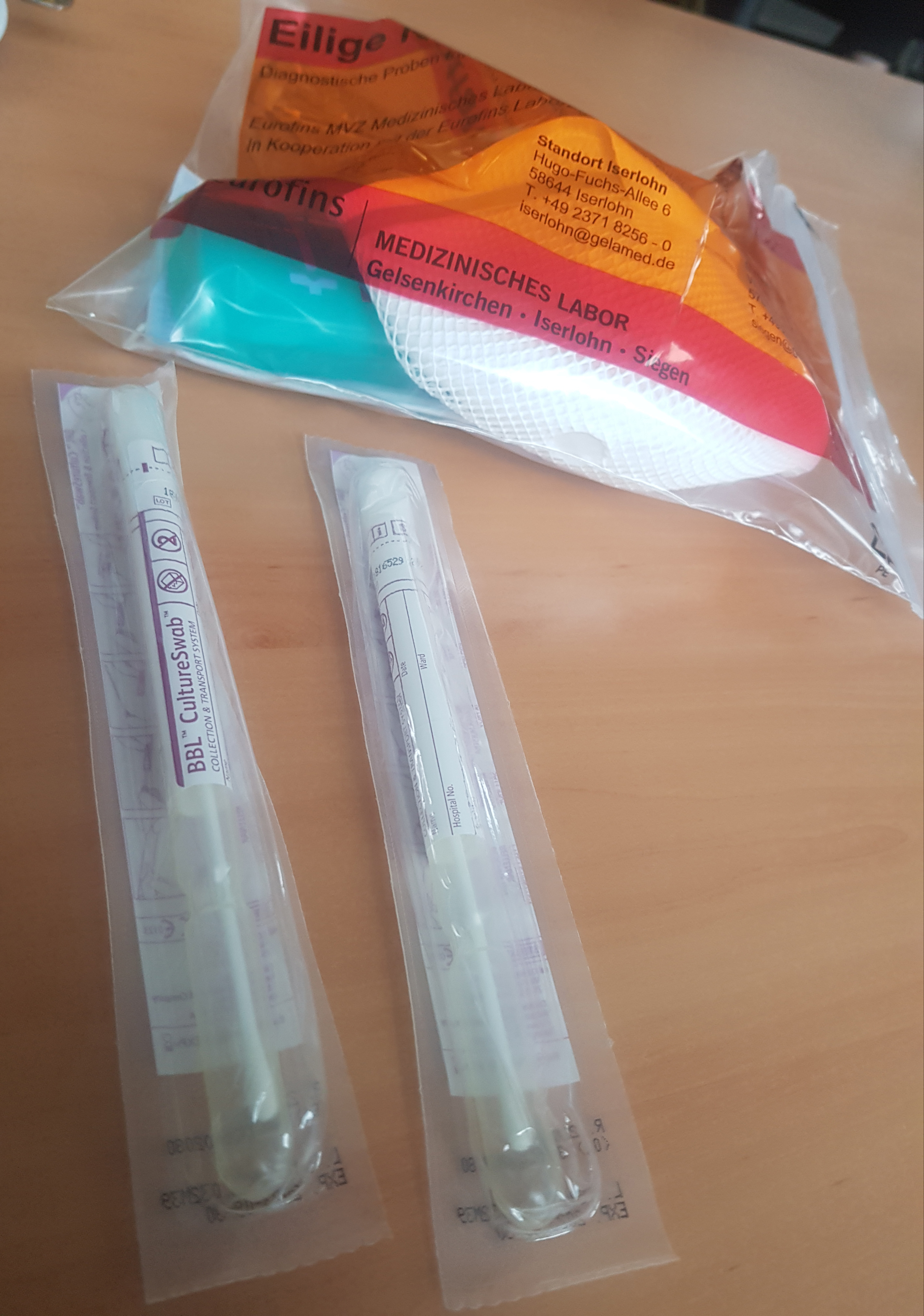
Écouvillons stériles pour prélèvements à fin de recherche du coronavirus SARS-CoV-2 en laboratoire.

Un test diagnostique du SARS-CoV-2 peut être effectué en cas de suspicion de maladie à coronavirus 2019 (Covid-19) à l'examen clinique et en complément à des examens approfondis (tomodensitométrie, etc.). Il peut être effectué par des tests de réaction en chaîne par polymérase après transcriptase inverse pour la détection de l'ARN viral (RT-PCR, pour « reverse transcription - polymerase chain reaction ») ou par des tests à base d'anticorps ELISA pour la détection des protéines du virion.
L'infrastructure de recherche européenne EVA (European Virus Archive) s'est rapidement organisée pour fournir aux laboratoires de diagnostic du monde entier des éléments viraux destinés à servir de contrôle pour les tests fondés sur l'ARN ou sur la protéine.

## Types de tests

### RT-PCR (ou par biologie moléculaire, détection de gènes)

#### Historique de la méthode PCR
La méthode PCR - l’amplification en chaîne par polymérase (ACP), ou réaction de polymérisation en chaîne reverse transcription - polymerase chain reaction (ou PCR en anglais) - est une méthode de biologie moléculaire d'amplification génique in vitro.
Cette méthode PCR est inventée, en 1983, par Kary Mullis alors chercheur dans la synthèse des oligonucléotides au sein de Cetus Corporation, petite entreprise de biotechnologies californienne.
Officiellement reconnu comme père de la PCR, il reçoit en 1993, à 48 ans, le prix Nobel de chimie, « pour sa contribution au développement des méthodes pour la chimie de l'ADN et pour son invention de la PCR ».
Au début des années 1990 la PCR évolue avec l'invention de la PCR en temps réel par Russell Higuchi et de la Q-PCR (Quantitative polymerase chain reaction) qui permet de réaliser des mesures quantitatives.

#### PCR pour la Covid-19
L'un des premiers tests par RT-PCR, est développé à La Charité à Berlin en janvier 2020 en utilisant la PCR quantitative et a formé la base de 250 000 kits que l'OMS distribue. Le 2 mars, l'OMS diffuse un protocole-type établi par l'institut Pasteur de Paris. D'après une étude coréenne, ce dernier test aurait une sensibilité inférieure à la détection du gène N.
La sensibilité de ce type de test est évaluée de 50 à 60 % et la spécificité est assez mauvaise à 75 %, contre 99 % et 98 % pour les tests PCR multiplex, qui ne sont pas encore utilisés au début du mois de mai 2020.
La société sud-coréenne Kogenebiotech a annoncé le 11 février 2020 que son kit de détection PowerChek 2019-nCoV Real-time PCR Kit, qui cible le gène « E » partagé par tous les betacoronavirus et le gène RdRp spécifique du SARS-CoV-2, avait reçu une autorisation d'utilisation en urgence (en) de la part des autorités coréennes et américaines.
D'autres sociétés comme Seegene et Solgent ont également développé en février 2020 leurs versions de kits de détection de qualité clinique appelés « DiaPlexQ » et « Allplex 2019-nCoV Assay » respectivement.
Aux États-Unis, les Centers for Disease Control distribuent le test de diagnostic CDC 2019-Novel Coronavirus (2019-nCoV) Real-Time RT-PCR aux laboratoires de santé publique. Dans les premières versions, un test génétique sur trois avait donné des résultats non concluants au CDC d'Atlanta ; les tests plus récents utilisant deux composants ont été jugés fiables le 28 février 2020, permettant aux laboratoires nationaux et locaux d'accomplir rapidement les tests : ce test a été approuvé par la Food and Drug Administration (FDA) en vertu d'une autorisation d'utilisation en urgence.
L'université des sciences et technologies de Hong Kong a proposé début février un test RT-PCR microfluidique très rapide.
Au 4 mars 2020, l'OMS a répertorié les laboratoires de référence officiels et les protocoles de développement suivants : 
| Pays       | Institut                                    | Cibles génétiques                |
| ---------- | ------------------------------------------- | -------------------------------- |
| Allemagne  | Charité                                     | RdRp, E, N                       |
| Chine      | CDC chinois                                 | ORF 1ab et nucléoprotéine (N)    |
| États-Unis | CDC américain                               | Trois cibles dans le gène N      |
| France     | Institut Pasteur, Paris                     | Deux cibles dans le gène RdRp, E |
| Hong Kong  | HKU                                         | ORF1b-nsp14, N                   |
| Japon      | Institut national des maladies infectieuses | Protéine Spike (Péplomère)       |
| Thaïlande  | Institut national de la santé               | N                                |

Le 7 avril 2020, l'OMS publie la liste des 2 premiers tests RT-PCR utilisables en cas d'urgence : il s'agit des tests genesig Real-Time PCR Coronavirus (COVID-19) de Primerdesign, division de Novacyt, Grande-Bretagne, et cobas SARS-CoV-2 utilisable sur cobas 6800/8800 Systems, de Roche, États-Unis. Cette liste est ensuite complétée pour atteindre 21 tests fin septembre 2020.

#### Production des kits de test RT-PCR
Dès le mois de janvier, tous les fabricants potentiels se sont lancés dans une bataille pour produire les kits de tests RT-PCR : lutte contre le temps pour juguler l'épidémie et lutte commerciale pour ne pas rester à l'écart d'une demande explosive.
Au 17 avril 2020, le site FINDDX (en) recense plus de 500 tests destinés au diagnostic du SARS-CoV-2, dont 428 commercialisés et 85 en développement. Dans les tests commercialisés, 223 sont des tests virologiques, essentiellement selon la méthode RT-PCR.
Pour la France, le ministère de la Santé publie la liste des réactifs de diagnostic par RT-PCR du SARS-CoV-2. À la date du 3 avril, cette liste recense 7 tests validés par le CNR (Centre national de référence) et 32 tests marqués CE.
La disponibilité effective des réactifs est un point critique dans la politique de dépistage mise en place dans chaque pays. En mars et avril, il y a peu d'informations sur les nombres de kits de test disponibles, soit du côté des fabricants : capacité de production et quantité produite, soit du côté des pays : quantité commandée, quantité livrée et quantité utilisée.
En plus des kits de réactifs nécessaires, il faut aussi disposer de kits de prélèvement. Bien qu'ils soient beaucoup plus simples à fabriquer, les médias ont rapporté des pénuries de kits de prélèvement dans certains pays.

#### Fiabilité des tests RT-PCR

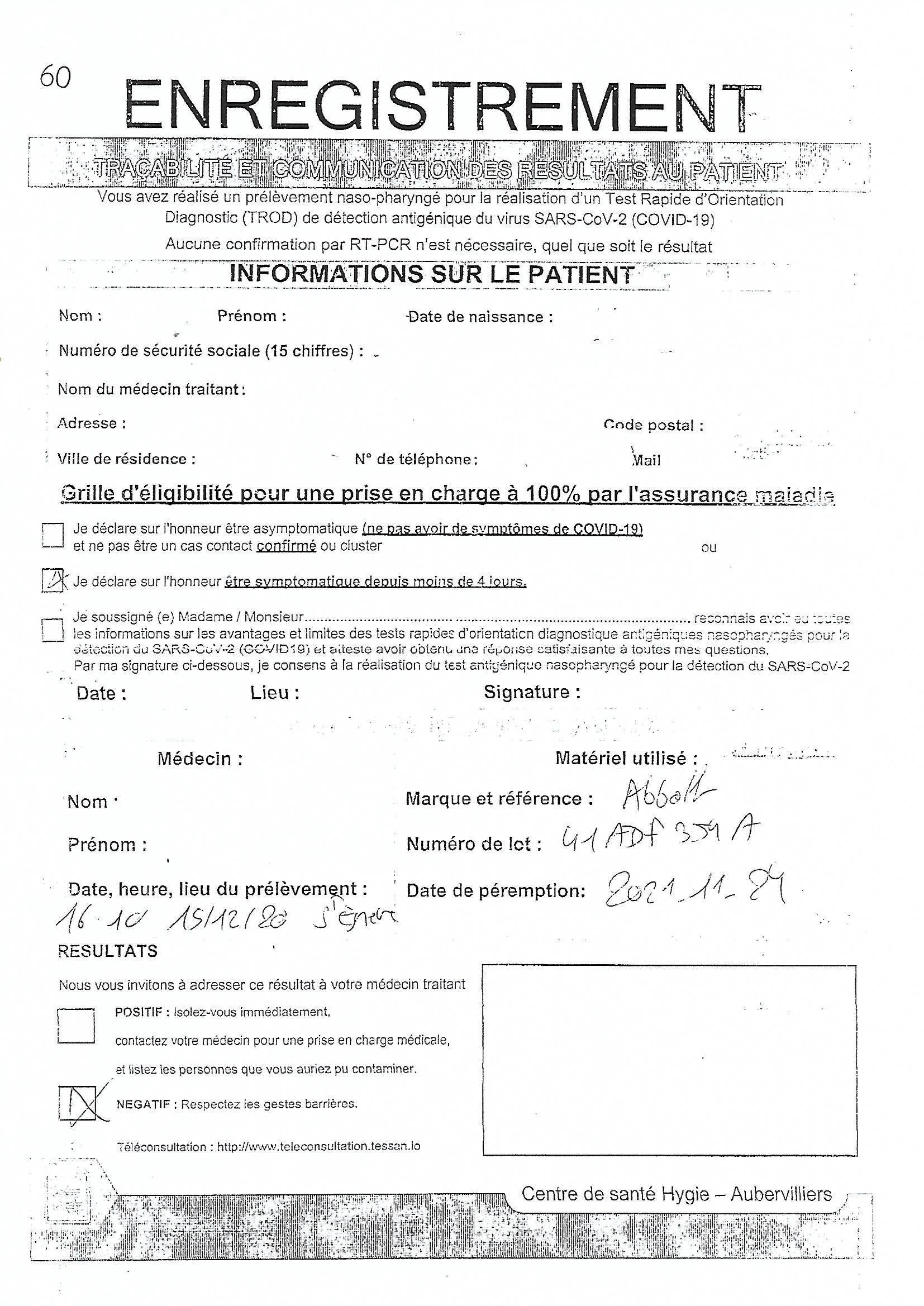
Document du résultat du test antigénique rhino pharyngé COVID-19 remis au patient (décembre 2020).

La fiabilité des tests RT-PCR fut souvent mise en doute. Cette mauvaise fiabilité apparente recouvre plusieurs sujets, les uns liés à l'analyse RT-PCR, d'autres liés à l'évolution de la maladie chez un patient, d'autres enfin liés aux procédures de mise en œuvre.
Concernant la méthode RT-PCR, c'est une méthode qui pour certains n'aurait pas intrinsèquement une excellente fiabilité. En effet, il y a, par exemple, pour le Sars-Cov2 de nombreuses et constantes mutations du virus, qui peuvent le rendre moins détectable. Pour certains, la sensibilité serait mauvaise, (la plus faible en moyenne parmi tous les types de tests), la spécificité (la capacité à détecter le virus recherché et pas autre chose) assez bonne. Pour d'autres, les tests remonteraient beaucoup trop de faux positifs à cause d'une valeur utilisée du Ct (cycle threshold) trop élevée, et ne donneraient pas d'indication sur la contagiosité, contrairement aux tests quantitatifs RT-PCR,,,,.
On a par ailleurs constaté aussi des défaillances dans les procédures et les réactifs destinés au diagnostic du SARS-CoV-2. En février 2020, le CDC des États-Unis a décidé de ne pas utiliser les tests mis au point internationalement et de développer son propre test qui s'est révélé défectueux ; en mars et avril, des millions de kits livrés par la Chine se sont révélés défectueux en Espagne, République tchèque, Slovaquie, Turquie et Royaume-Uni.
En France, la validation de chaque kit de réactifs est réalisé par le Centre national de référence (CNR) grâce à une souche virale unique et en utilisant la procédure et l'équipement d'analyse spécifiés par le fabricant.
Sources de faux positifs apparents ou réels :
- réactifs ou procédure incorrecte ou mauvaise sélectivité : le test détecte autre chose que le SARS-CoV-2 ;
- contamination croisée durant le prélèvement ou durant l'analyse ;
- erreur d'identification du patient, notamment lorsque la procédure n'assure pas une traçabilité automatique par code barre depuis le prélèvement jusqu'à la délivrance du résultat.

Source de faux négatifs apparents ou réels :
- réactifs ou procédure incorrecte ; le test ne détecte pas suffisamment le SARS-CoV-2 ;
- mutation du virus ; certains réactifs pourraient être mis en défaut ; c'est théoriquement possible, mais pas encore signalé pour le SARS-CoV-2 ;
- mauvais prélèvement ; le virus est présent, mais le prélèvement a récolté trop peu de virus ; en particulier, on a vu des cas où le prélèvement est réalisé par le patient, ce qui risque d'être insuffisant, car le prélèvement est très désagréable ;
- début de l'infection ; la charge virale est encore faible ;
- évolution de l'infection (le cas le plus fréquent) ; après quelques jours de symptômes, la charge virale dans les voies respiratoires supérieures a fortement diminué, bien que le virus soit présent dans l'organisme. Il faut faire des prélèvements dans les voies respiratoires basses, ou dans les selles. C'est la principale cause de « faux négatifs ». Techniquement, il ne s'agit pas d'un faux négatif, car il n'y a plus de virus présent, mais médicalement, le test étant négatif et la maladie présente, on peut l'appeler faux négatif. Cette précision subtile permet de comprendre les discordances importantes sur les taux de sensibilité rapportés ;
- erreur d'identification du patient ;
- erreur du système informatique ; par exemple, l'Irlande a rapporté la situation où des tests revenus avec le statut « invalide/indéterminé » ont été classés « négatifs » parce que le logiciel utilisé ne connaissait que « positif ou négatif »[26].

Pour la recherche : l'analyse RT-PCR est une méthode de référence pour les recherches sur le coronavirus, par exemple pour l'étude de la persistance. Dans ce contexte, elle présente un défaut sérieux ; l'analyse RT-PCR permet de détecter des traces même très faibles de l'ARN du coronavirus, mais elle ne prouve pas que l'on est en présence de virions capables d'infecter une cellule. C'est une source de controverses sur certaines études publiées.

#### Organisation pratique des tests RT-PCR
(septembre 2020).

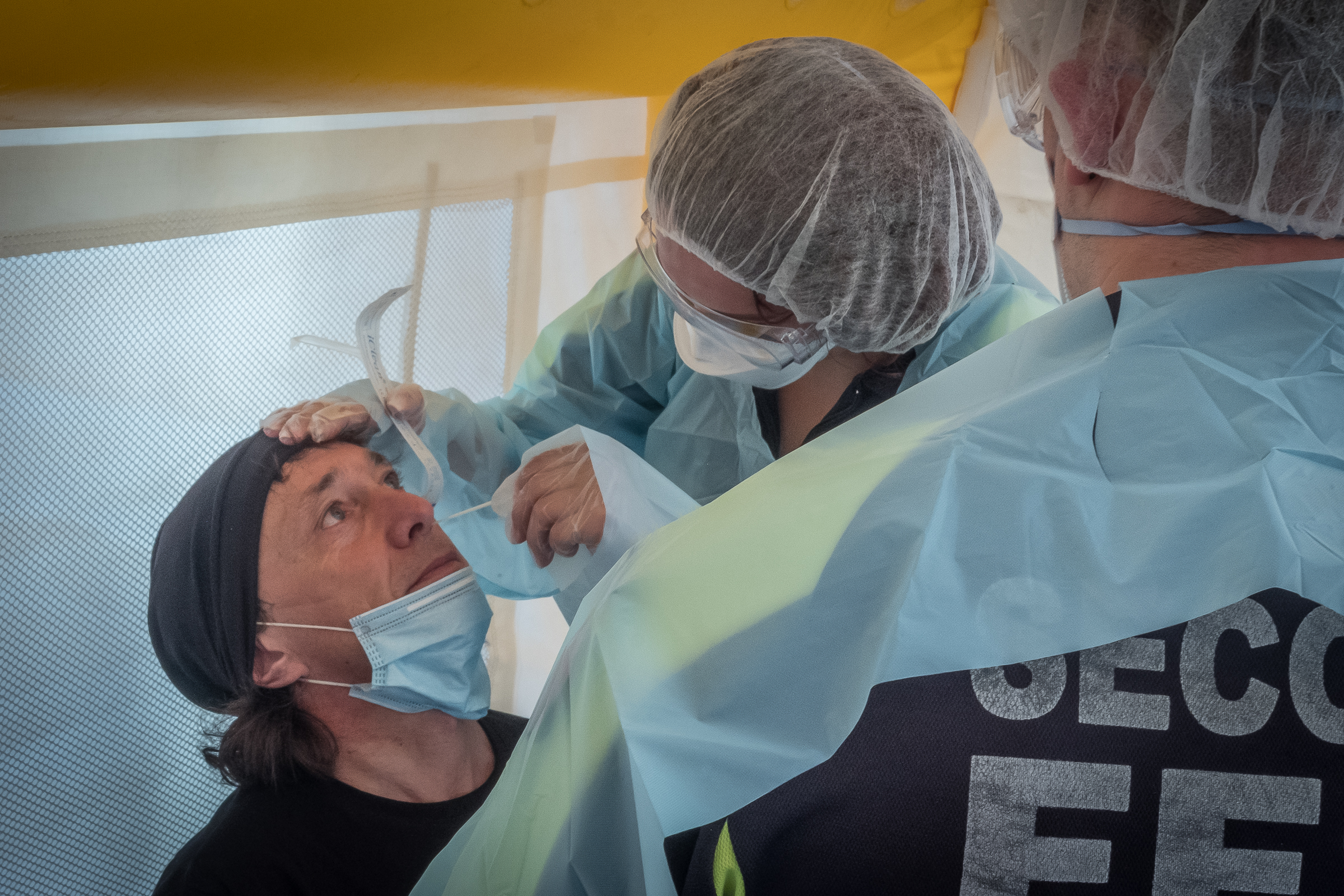
Test PCR de dépistage du SARS-CoV-2 par prélèvement nasal à Strasbourg le 21 août 2020.

Les tests PCR sont bien connus et couramment utilisés pour rechercher des virus humains, animaux ou végétaux. Toutefois, la méthode est assez sophistiquée et n'est pas disponible dans les laboratoires de ville[réf. nécessaire] ou les hôpitaux simples. L'organisation actuelle pour la réalisation des tests PCR est fondée sur des plateaux techniques disposant des installations et des machines d'analyse ; ces plateaux techniques existent dans des laboratoires publics associés aux CHU ou dans des laboratoires privés qui fédèrent quelques dizaines ou quelques centaines de laboratoires de ville. En France, il y a environ 120 plateaux techniques équipés face aux 3 700 laboratoires de biologie médicale (source INSEE)[réf. souhaitée].
Le déroulement d'un test RT-PCR pour diagnostic du SARS-CoV-2 se fait en quatre phases :
1. Prélèvement - Identification du patient, prélèvement nasopharyngé avec un écouvillon[27] (à ne pas confondre avec le prélèvement nasal, moins profond, utilisé pour certains tests antigéniques[28]) ou prélèvement oropharyngé avec un écouvillon par la bouche jusqu’à l’arrière-gorge (oropharynx)[29] ou prélèvement salivaire au moins 30 minutes après avoir mangé et bu (en crachant dans un tube ou prélevé sous la langue soit en plaçant un écouvillon pendant une minute, soit avec une pipette)[30],[31], puis conditionnement de l'échantillon sous triple emballage. Ce prélèvement peut être fait par les laboratoires de ville, les services des hôpitaux, ou même les médecins de ville, à condition de disposer du kit de prélèvement. Certaines procédures prévoient de prendre deux échantillons pour chaque prélèvement. Durée : 5 à 15 minutes. À partir de la mi-février 2021, on autorise des prélèvements par la salive mais ceux-ci sont en 2021 limités à des contextes très précis : milieux-scolaires ou médicalisés et assez peu diffusés devant la réticence des laboratoires[32].
2. Collecte et transport - Chaque plateau technique possède une organisation de collecte et de transport pour les laboratoires affiliés ; les entreprises spécialisées dans cette activité font la tournée des points de prélèvement et assurent le transport avec les précautions sanitaires adéquates ; notamment pour le SARS-CoV-2, les échantillons doivent être conservés à 4 °C. Durée pour la collecte et le transport : typiquement un demi-jour à un jour, éventuellement plus rapide si le prélèvement est à proximité du plateau d'analyse.
3. Analyse - L'analyse PCR est faite au moyen d'un thermocycleur. Il existe de nombreux types d'appareils correspondant à des usages différents ; ces appareils étant plus ou moins automatisés ; pour l'analyse en masse, les thermocycleurs travaillent par lot de 64 échantillons et peuvent analyser jusqu'à 1 000 à 3 000 échantillons par 24 h (valeur théorique à condition que toute la chaîne suive le rythme). Durée : quel que soit l'appareil d'analyse RT-PCR, il faut compter 3 à 4 heures pour faire l'analyse (préparation, cyclage et lecture du résultat).
4. Résultats - La délivrance du résultat au demandeur est faite par voie électronique, donc assez rapide.

En pratique, un test RT-PCR prend 1⁄2 jour à 2 jours. Dans les médias, la durée du test complet est souvent confondue avec la durée du prélèvement qui en est la partie visible. Certains états (Irlande, Californie) rapportent des situations où il faut une à deux semaines pour obtenir le résultat car la quantité de prélèvements réalisés est largement supérieure aux capacités d'analyse.
Cette organisation est en place en France et fonctionne correctement lorsqu'il s'agit de traiter quelques dizaines ou quelques centaines d'échantillons par jour. Pour augmenter massivement le nombre d'échantillons traités par jour, les difficultés viennent du nombre de kits de prélèvement et de réactif et du nombre de machines d'analyse disponibles, mais aussi du manque de personnel qualifié lorsque l'analyse est semi-automatique, du fait qu'un kit de réactif est validé pour un type de machine — ce qui complique l'approvisionnement —, et du fait que les laboratoires sont équipés de nombreux logiciels différents et que les formats de transferts de données ne sont pas unifiés - ce qui complique la réorganisation des réseaux de laboratoires. Depuis le 25 juillet 2020, les tests PCR sont pris en charge à 100 % par la sécurité sociale, sans ordonnance.

### Test multiparamétriques – acide nucléique
Le test d'analyse métagénomique Explify Respiratory d'IDbyDNA identifie en moins d'une heure plus de 900 agents pathogènes respiratoires, dont le SARS-CoV-2. Le délai d'exécution, entre la réception de l'échantillon et le résultat du test est de 36 heures. Il est plus cher que les tests RT-PCR.

### Tests dits«antigéniques»: recherche d'antigènes

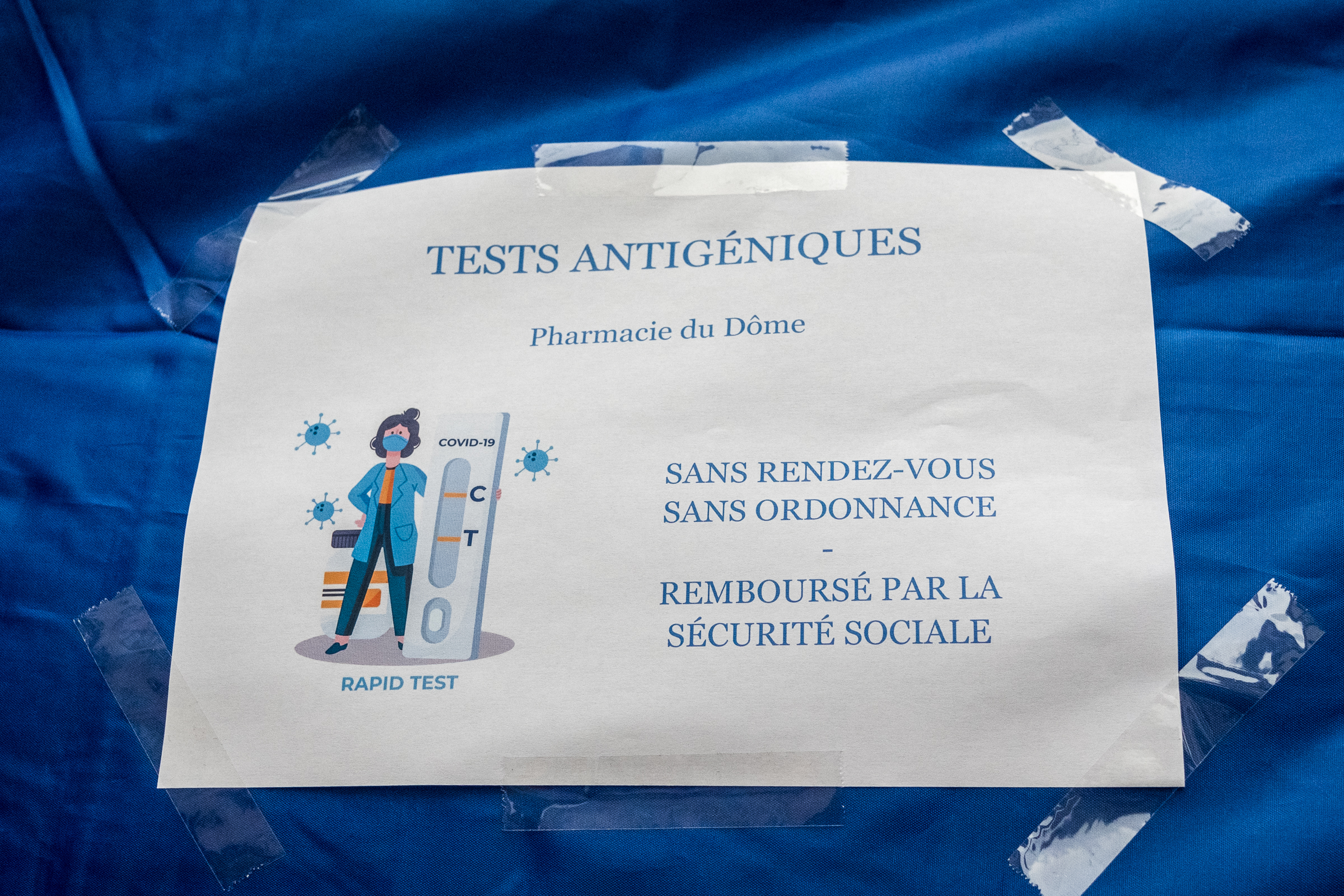
Affichette pour des tests antigéniques à Strasbourg le 31 décembre 2020

Ces tests (appelés lateral flow tests en anglais) donnent un résultat en 15 minutes à 30 minutes, et sont fondés sur la recherche d'antigènes du virus. Les premiers test arrivés sur le marché avaient, en juin 2020, une sensibilité assez modeste (60,2 %) et une très bonne spécificité (99,2 %). Leurs successeurs, dès l'automne 2020, offrent des sensibilités et spécificités supérieures à 95 %. Les capacités de production sont cependant, au début de l'été 2020, faibles, en comparaison des besoins pour opérer un déconfinement de la population dans les conditions les meilleures.
Contrairement à ce qui est rapporté par de nombreux médias la sensibilité du test majoritairement disponible en France (Abbott), de 93 % pourrait sembler meilleure que celle des tests PCR.
Il existe trois tests antigéniques autorisés en France : le test antigénique nasopharyngé (réalisé par des professionnels), le test antigénique nasal (réalisé par des professionnels) et l'auto-test antigénique nasal (réalisé par la personne elle-même) qui peut être supervisé par un professionnel pour l'obtention du pass sanitaire. Les tests par prélèvement nasal au lieu de nasopharyngé sont moins profonds,. Il existe également des tests antigéniques salivaires mais qui ne sont plus remboursés car pas assez fiables, contrairement aux tests PCR salivaires.

### Tests sérologiques: recherche d'anticorps
Un test sérologique détecte la présence d'anticorps de classe IgG ou IgM développés à la suite d'une infection par le coronavirus 2019 (de cinq jours après jusqu'à plusieurs mois après), dans le sang. Comme pour les tests RT-PCR, l'intérêt du test dépend de l'antigène détecté. Des tests rapides (échantillon à l'unité en 15 à 30 minutes) et en format microplate ELISA (pour les laboratoires, pour 50 à 100 échantillons en deux heures) ont été rendus disponibles tôt durant l'épidémie mais ont été peu utilisés, car s'ils ont une très bonne spécificité (100 %), la sensibilité maximale est de 70 % (après 10 jours d'incubation) et ils ne détectent pas d'anticorps durant les 5 à 7 premiers jours d'incubation. La sensibilité peut aussi être encore un peu plus faible dans la population la plus âgée, en raison du phénomène d'immunosénescence. Ils ne semblent pas pouvoir être utilisés seuls pour faire du dépistage, leur intérêt principal étant pour le suivi épidémiologique : 

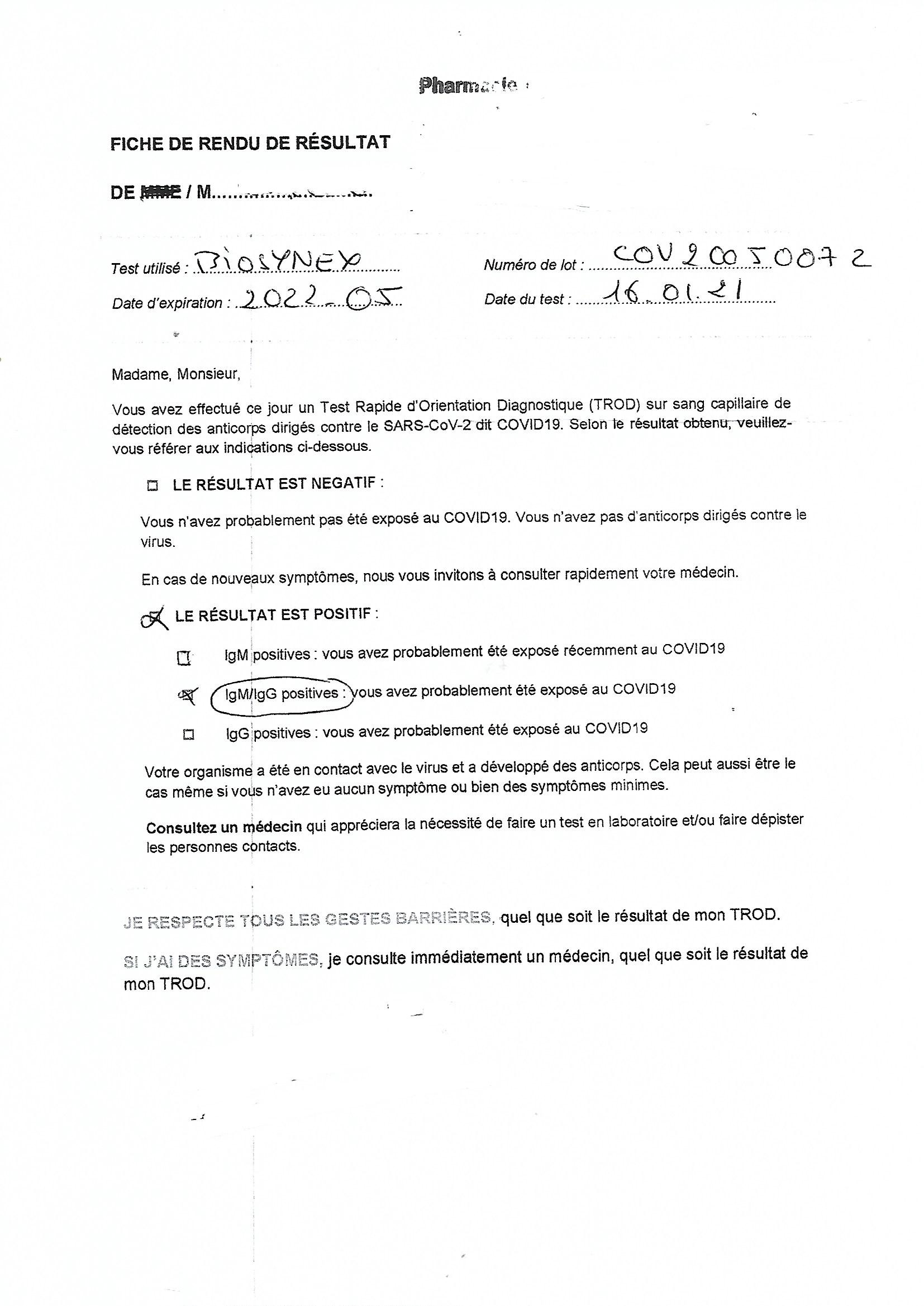
Document du test sérologique COVID 19 remis au patient (janvier 2021)

Les tests sérologiques permettent aux épidémiologistes et aux décideurs publics de connaitre la part de la population générale qui a été réellement été infectée depuis le début de la pandémie, d'évaluer le nombre de cas asymptomatiques et de préciser le coefficient de contamination {\displaystyle R_{0}} de l'épidémie. Début avril 2020, personne ne connait encore ce nombre réel d'asymptomatiques, ni le rôle exact des enfants infectés mais asymptomatiques (à éclaircir avant la réouverture les écoles). Finalement, ces tests confortent la compréhension épidémiologique de Covid-19 apportées par des études étrangères sur des bases cliniques, et sont surtout un élément clé pour statuer de la réponse à la pandémie d'une population donnée.
Lors d'essais cliniques d'un vaccin, ils permettent de vérifier que le vaccin fonctionne réellement (immunise).
Ils peuvent aussi aider à rechercher rétrospectivement après des semaines ou mois s'il y eut une infection chez un individu (infection suspectée, enquête de contact d'un infecté), et mesurer l'exposition rétrospective d'un groupe.
Historique : la conception de ces tests est facile techniquement, mais la valeur du test repose sur le choix de l'antigène détecté ce qui dépend de la compréhension croissante de la manière dont l'« enrobage viral » (capside) déclenche la reconnaissance et la neutralisation du virus par un système immunitaire sain. Depuis avril 2020, de nombreux laboratoires et entreprises de diagnostic sont en compétition pour les produire en masse, car la plupart des gouvernements vont les acheter par millions, pour leurs contrôles, et pour les particuliers. Sous l'égide de l'OMS et « avec leurs régulateurs nationaux, les gouvernements doivent trouver un équilibre entre l'urgence et les préoccupations quotidiennes de sensibilité et de spécificité qui s'appliquent à tout nouveau diagnostic médical ».
Un malade ayant été infecté par la Covid-19 est probablement immunisé pour des mois ou années (ce qui reste à confirmer). Sur la base de cette forte probabilité, face à l'urgence de « ramener les gens au travail et de rouvrir les frontières - et ceux dont l'immunité peut être démontrée pourraient reprendre le travail sans risque » et face à une pénurie d'agents de santé un tel test peut montrer qu'un agent de santé pourrait à moindre risque ou sans risque retourner au travail ; certaines autorités ont décidé exceptionnellement d'alléger leurs critères d'évaluation, depuis mi-mars pour la FDA.
Nota : 
1. un test immunologique analyse un échantillon de sérum sanguin ; il peut être positif bien après la guérison, alors que le virus n'est plus présent, mais lors de la période d'incubation ce test est beaucoup moins sensible qu'un test PCRn et négatif les premiers 6 jours en moyenne dans le cas du SARS-CoV-2; il n'évalue donc non pas l'infection virale présente, mais l'immunité au virus[47]. S'il était utilisé dans le but de détection en sortie d'une période de confinement, il est susceptible de ne pas détecter tous les profils contaminés car sa sensibilité n'est que de 70 % pendant les 10 premiers jours de l'infection[48].
2. Il conviendra de faire attention en cas de thérapie par transfert de plasma de personnes infectées et guéries (immunisation passive): dans ce cas le test sera positif, c'est-à-dire indiquera que la personne a au moment du test les anticorps recherchés, sans préciser que l'infection a été (déjà) jugulée, et si l'immunité n'est que brièvement apportée par le traitement ou acquise [réf. nécessaire].

Tests immunologiques disponibles :
- Le 17 février 2020, le premier test immunologique pour le SARS-CoV-2 a été décrit en Chine par une équipe du Wuhan Institute of Virology[49],[50] ; Le premier test rapide a été créé par la société de biotechnologie franco-finlandaise Mobidiag (aidée à hauteur de 25 millions d'euros par la banque européenne d'investissement en 2019)[51] mais il est fabriqué par le groupe chinois Autobio Diagnostics (leader pour le diagnostic clinique en Chine) puis distribué par Mobidiag et des distributeurs locaux (sauf au Portugal, aux Pays-Bas et en Ukraine)[52]. Ce premier immuno-test fonctionne via les deux plateformes Amplidiag et Novodiag de ; l'immunodosage de certains IgG et IgM dans le sérum, le sang total ou le plasma prend environ 15 minutes.

Mobidiag a ensuite créé deux tests moléculaires complémentaires (Novodiag COVID-19 et Amplidiag COVID-19) ;
- Le 25 février 2020, une équipe de la École de médecine Duke – NUS (en) de Singapour a annoncé un autre test d'anticorps pour le SARS-CoV-2, donnant un résultat en quelques jours[50],[53].
- Le 28 février 2020, une autre société sud-coréenne (PCL) a demandé l'homologation accélérée auprès du ministère de la Sécurité alimentaire et des médicaments de Corée du Sud d'un kit dit « COVID-19 Ag GICA Rapid », bien plus rapide qu'un kit de détection fondé sur la RT-PCR en temps réel ; PCL affirme que son kit pose un diagnostic en 10 minutes.

D'autres sociétés, à travers le monde, ont mis au point des tests dont l'entreprise Bretonne NG Biotech qui a remporté le marché français. Cependant cette Pme indique avoir une capacité de production mensuelle de 500 000 tests à partir du début mai 2020, ce qui ne couvrira qu'une très petite partie des besoins qu'implique un dépistage massif lors d'un déconfinement. En 2021, NG Biotech multiplie ses bénéfices par 15, et passe de 30 à 250 salariés, avant de redescendre très vite sous les 40 salariés une fois la demande de tests éteinte.

### Tests fondés sur l'enzyme Cas12
Un procédé fondé sur l'enzyme cas12 permet en 40 minutes, uniquement avec les réactifs du test de visualiser ou non la contamination. L'étude a porté sur 83 patients et donnerait une valeur prédictive positive de 95 % et négative de 100 %.

### RT-LAMP
La reverse transcription loop-mediated isothermal amplification (amplification isotherme médiée par une boucle de transcription inverse), ou RT-LAMP, est une technique d'amplification d'acides nucléiques en une seule étape qui combine l'amplification isotherme médiée par les boucles (LAMP) et la transcription inverse. Les tests peuvent être effectués sans isolement de l'ARN, en détectant la présence du SARS-CoV-2 directement à partir d'écouvillons ou de salive,,.

### Diagnostic par scanner pulmonaire
Le scanner pulmonaire, un outil d'imagerie de routine pour le diagnostic de la pneumonie, est rapide et relativement facile à réaliser en complément à l'examen clinique, sans être un test de détection virale à proprement parler. Une recherche a révélé que la sensibilité de la méthode pour la détection de la Covid-19 était de 98 %, à comparer à une sensibilité de 71 % pour la RT-PCR. Pour cette étude, des chercheurs de l'hôpital Tongji de Wuhan, en Chine, ont entrepris d'étudier la valeur diagnostique et la cohérence de l'imagerie thoracique par rapport au test RT-PCR pour le diagnostic de Covid-19.

### Détection dans la salive par des chiens
Une étude pilote menée avec des chiens a montré un taux de détection de 94 %.

### Diagnostic symptomatique
L'impossibilité de reconnaître le goût sucré du salé peut être un signe indicatif d'une infection,,.

### Analyse de l'air expiré
Il existe des détecteurs électroniques de Sars-Cov2 dans l'air intérieur mais leur coût reste encore élevé,, surtout s'ils utilisent un spectromètre de masse. Le coût d'utilisation serait toutefois plus faible que celui des tests PCr.

## Visée des tests
Les tests peuvent être utilisés par différents intervenants : des médecins qui auront une optique de diagnostic ou de sa confirmation, des responsables sanitaires qui souhaitent mettre en œuvre une campagne de dépistage, des épidémiologistes qui souhaitent évaluer le niveau de dissémination de l'épidémie pour 
conseiller les décideurs sur les mesures collectives ou individuelles d'isolement à prescrire.

### Diagnostic
Dans l'optique diagnostique, un test a d'autant plus d'intérêt que sa valeur prédictive positive est importante. L'avis général du corps médical est que le test du coronavirus à visée diagnostique est peu utile, que l'on peut se contenter d'une évaluation par les symptômes[réf. nécessaire]. En effet, si le patient ne manifeste pas les symptômes caractéristiques de l'infection, il intéresse a priori peu le médecin dans la mesure où il ne requiert a priori pas d'action de sa part. De plus devant la pénurie de tests de détection, en proportion du niveau de l'épidémie, la détection n'est pas requise par les autorités publiques au titre d'un éventuel traitement préventif. Au début mai 2020[réf. nécessaire], il n'y a d'ailleurs pas de traitement des cas avérés, en phase pré-symptomatique qui soit reconnu par l'académie de médecine.
La sensibilité assez mauvaise des tests PCR, proche de 60 % dans la population générale, a semble-t-il contribué à rejeter un doute sur l'efficacité et donc l'utilité des tests pour le diagnostic dans la population générale même si une majorité de contaminés est asymptomatique. En utilisant les valeurs des spécificités (99,2 %) et sensibilité (60,2 %) du test de recherche d'antigènes du virus, et une prévalence mi-avril de 2,38 %, on trouve une valeur prédictive positive par test vaut 0,65 et une valeur prédictive négative 0,99. En utilisant les valeurs de spécificité (75 %) et sensibilité (55 %) du test Rt-PCR, et une prévalence mi-avril de 2,38 %, on trouve une valeur prédictive positive de 0,49 et une valeur prédictive négative de 0,985.
La valeur de 0,49 de la valeur prédictive positive, en prenant en compte la prévalence estimée début avril, montre l'importance des critères d'inclusion si on veut comparer l'efficacité des traitements de deux études, pour éviter un biais de sélection. Il y avait en effet à cette date une proportion en moyenne d'au moins 1/2 de faux positif si le critère d'inclusion est uniquement fondé sur un test Pcr. Si de plus 80 % des patients guérissent sans symptômes, la seule sélection des patients symptomatiques retient des profils spécifiques, avec des chances de guérison moins élevées, que si la sélection retient d'autres types de patients.
La similarité des symptômes de l'épidémie avec ceux de la grippe, fait par ailleurs qu'en pratique les tests ont été systématiquement utilisés, pour confirmer le diagnostic clinique afin semble-t-il d'éviter des hospitalisations inutiles, alors que l'intégration du nouveau Sars-Cov2 à un test MultiPlex Pcr se justifie peut-être davantage, en particulier en période hivernale.
Compléter le test PCR par un scanner pulmonaire apporterait sans doute une valeur prédictive positive, plus élevée de 0,74, qu'un test Pcr seul qui n'est individuellement pas très performant en comparaison d'un diagnostic à partir d'un scanner pulmonaire associé à un traitement d'images
(sensibilité 94 %, spécificité 98 %) ou d'un test Pcr multiplex (sensibilité 99 %, spécificité 98 %). Ainsi, pour éviter un faux négatif résultant, d'un test PCr en présence de symptômes, un scanner thoracique peut être envisagé.
Une étude rétrospective chinoise, publiée le 11 avril 2020 dans le Journal of Clinical Virology, portant sur 301 malades hospitalisés présentant des formes moyennes ou sévères (mais dont aucun n'a nécessité un transfert en U.S.I.), 1 113 RT-PCR ont été effectués chez ces patients sur des prélèvements nasaux ou laryngés (nez et bouche). Cette étude permet d'établir la dynamique de la RT-PCR :
| 0-7 jours | 8-14 jours | 15-21 jours | 22-28 jours | Plus de 28 jours |
| --------- | ---------- | ----------- | ----------- | ---------------- |
| 97,9 %    | 68,8 %     | 36,3 %      | 30 %        | 26,3 %           |

Une méta-analyse publiée le 13 mai 2020 dans le Annals of Internal Medicine évoque aussi des faux négatifs évoluant de 38 % à J5 (jour moyen de début des symptômes) à 20 % à J8 pour remonter à 21 % à J9 puis 66 % à J21,.

### Dépistage
L'autre utilisation d'un test est de permettre le tri des contaminés afin d'éviter le plus possible la dissémination de l'épidémie. Dans cette optique le test a d'autant plus d'intérêt qu'il a au moins une valeur prédictive positive ou négative importante. Ce sont davantage les décideurs: gestionnaires des politiques sanitaires ,, directeurs d'hôpitaux, gestionnaires de résidences pour personnes âgées, responsables d'entreprises qui sont concernés dans ce but. Si on utilise les tests sérologiques ou Rt-Pcr la fiabilité d'un tri repose en particulier sur la bonne valeur prédictive négative obtenue, en particulier si on renouvelle régulièrement les prescriptions.

#### Quel test utiliser?
(septembre 2020).
La valeur prédictive négative est assez complexe à évaluer car elle dépend en théorie des valeurs déclarées du test (sensibilité, spécificité), de la prévalence. Mais en pratique la sensibilité affichée est une moyenne, qui varie beaucoup suivant la situation du patient au moment du test : incubation, séroconversion. La Fondation suisse Find (en) recense les valeurs des spécificités et sensibilités des tests de détection du SARS-CoV-2. On voit à partir des données fournies que si la plupart des tests sérologiques offrent une spécificité supérieure à 90 %, peu ont une sensibilité supérieure à 90 % et aucun durant les 7 premiers jours de l'infection ; qu'il y a par ailleurs peu d'offres de tests antigéniques.
La valeur prédictive négative de 0,985 permet en théorie d'utiliser les tests Rt-Pcr pour effectuer un tri, mais en pratique, on constaterait cependant une proportion importante allant de 30 % à 75 % de faux négatifs,, qui pourrait s'expliquer par les difficultés pratiques lors du prélèvement utilisé pour le test. Ils sont en France, fin avril, les seuls types de tests qui ont été utilisés pour le dépistage.
Les tests sérologiques présentent un taux de faux négatifs plus élevé que les tests antigéniques, qui semblent les plus simples et les plus fiables d'utilisation, même si mi-avril, ils ne sont pas produits en France. En pratique, ils sont quasiment inutilisables pour faire du dépistage. En effet, le but d'un test de dépistage est de sélectionner la partie de la population qui est potentiellement contaminante et de la mettre à l'isolement lors de cette période. Or le résultat positif d'un test sérologique signifie avec une probabilité probablement supérieure à 50 % que le patient a été contaminant mais ne l'est plus, qu'il n'a le plus souvent plus de charge virale, et il a donc peu d'intérêt en moyenne de le mettre à l'isolement (même si on ne peut parler pour le test de faux positif). Ainsi, il n'aurait pas beaucoup de sens de mettre à l'isolement pendant trois semaines, les 5 % de la population qui sont immunisés contre le virus, et sont donc détectés positivement pour le test. À l'inverse, ceux qui ont été détectés positivement il y a plus d'un mois, n'ont aucune raison objective d'être contraints par des mesures de confinement qui pourraient être décidées dans un territoire, car ils ont une très forte probabilité d'être immunisés et non contaminants. De plus, à cause de la période d'incubation qui peut durer 20 jours, un résultat négatif ne signifie pas non plus avec une probabilité importante (car la sensibilité est mauvaise pendant cette période) que le patient n'est plus contaminant à l'avenir: la proportion de faux négatifs est donc importante en particulier pendant cette période. La politique, décidée mi-mai, consistant à faire bénéficier sur prescription le personnel médical d'un test sérologique, ne peut s'apparenter à une politique de dépistage, mais plutôt à un suivi épidémiologique, même s'il aurait aussi pu être effectué par sondages. Cependant le résultat positif d'un test sérologique permet de s'assurer avec une très forte probabilité de l'immunité de la personne testée, et par exemple de l'inutilité de se soumettre à la vaccination ou à une période d'isolement après un test Pcr positif.
Un tri de population est d'autant plus efficace que celui-ci est fait plus tôt dans l'évolution de l'épidémie, car la valeur prédictive négative diminue quand la prévalence augmente. En calculant la valeur prédictive d'un test sérologique sur la base d'une prévalence de 0,10 (valeur à retenir mi-avril selon le ministre de la santé), on trouve une valeur prédictive négative de 0.97, ce qui montre qu'un tri devient moins efficace qu'au début de l'épidémie (3 % des testés étant des faux négatifs). Ainsi, au contraire, la prévalence restant par exemple plus faible dans la population cible du personnel médical que dans la population générale (3,6 %, versus 5 %), la valeur diagnostique négative dans cette population, pour le test de détection d'antigènes du virus, est meilleure que dans la population générale. Il semble donc prioritaire de faire les tests de dépistage dans les régions où la prévalence est la plus importante, ou en expansion
, car le tri risque d'être d'autant moins efficace avec la diffusion naturelle de l'épidémie dans ces régions ou parmi les publics ayant le plus d'interactions sociales. De plus, l'étude de prévalence publiée par l'institut Pasteur mi-avril laisse penser que la circulation la plus active du virus est en Île-de-France, compte-tenu en particulier d'une forte utilisation des transports en commun,,, associée à une prévalence élevée. Les enfants de moins de 10 ans seraient des porteurs asymptomatiques aussi susceptibles d'être contaminés que les adultes, et pas significativement moins que ceux dont l'âge est compris entre 10 et 19 ans,,,,. Devant la pénurie des tests de détection il serait possible de réserver les tests PCr en deuxième intention, dans la mesure où une simple analyse sanguine des paramètres biologiques peut déjà détecter 70 % des infections à Sars-Cov2.
Les tests de dépistage rapide (TROD) peuvent être faits en cabinet médical, en pharmacie ou en entreprise par un professionnel de santé. Un auto-test quasiment similaire au TROD existe. Le test s'effectue en prélevant une goutte de sang, le plus souvent au bout d'un doigt, et en la mettant en contact avec un réactif.
Les tests par prélèvement nasal tel que le test PCR et le test antigénique, doivent être réalisés avec précaution par un professionnel de santé préalablement formé à ce test. Aux États-Unis, un test nasal a percé la paroi du cerveau d'une patiente, il s'agit d'un risque très faible. La patiente avait un problème non diagnostiqué et le test a pu être mal administré au regard de sa condition. Les personnes ayant été opérées des sinus devraient envisager de demander des tests oraux si possible.

#### Groupage
Il est également possible de faire des tests par poolage par zone ou groupe de poolage, afin d'économiser le nombre de tests à réaliser,. Les tests PCR sont assez longs à réaliser et il semblerait y avoir des difficultés pratiques pour fusionner leurs prélèvements au-delà de quelques unités. Des tests fondés sur des groupes allant jusqu'à 30 prélèvements ont cependant été déjà mis en œuvre, in vitro et in vivo,. Certaines stratégies de groupage permettent aussi de faire des groupes se recouvrant,. Pour réaliser des tests PCR en grand nombre, on est cependant confronté au problème de la pénurie de réactifs. Les tests sérologiques ne sont pas recommandés pour faire du dépistage, car ils ne mesurent pas la présence du virus et donc pas la contagiosité. La technique serait particulièrement bien adaptée aux tests rapides antigéniques sanguins.
Le poolage pourrait être généralisé pour s'assurer de façon rapide la non contagion d'un groupe d'individus amenés à une certaine coexistence : patients de résidences pour personnes âgées (où 50 % des décès enregistrés ont eu lieu), passagers embarquant sur un navire, détenus après avoir fait une estimation de la prévalence En effet, le dépistage de clusters en remontant les chaînes de contacts de ceux qui sont détectés positifs se révèle en pratique inopérant dans de nombreux cas, tandis que le traçage numérique sur la base du volontariat reste en partie du domaine de l'expérimentation,. En comparaison d'autres pays le traçage des contacts semble peu efficace en France,, tandis que le niveau global de détection était insuffisant fin juin 2020. Le traçage des contacts est en effet difficile à mettre en œuvre en phase 3 de l'épidémie, quand la prévalence a dépassé un certain seuil. La surveillance des clusters serait par ailleurs une méthode globalement insuffisante, 80 % des contaminations étant en réalité le fait de 10 % des malades (superinfecteur), rendant probablement nécessaire l'utilisation de nouvelles méthodes de détection comme les détecteurs ou les tests rapides. La détection des superinfecteurs est cependant difficile, surtout si l'on s'interdit l'utilisation du groupage, ou si l'on utilise pas plus systématiquement dans une moindre mesure la PCR quantitative,,, ou mieux encore une analyse du taux d'Interleukine 6  ou celle de l'Immunoglobuline G, qui permettent de renseigner sur le niveau de contagiosité d'un individu. À défaut, la limitation des situations. où les super-infecteurs sont susceptibles d'être les plus contaminants parait alors opportune. À l'inverse compte tenu d'un âge médian des décès de 84 ans, il serait légitime d'imposer à tous les contacts identifiés des plus âgés la réalisation de tests prouvant leur non contagion, en imposant par exemple une surveillance hebdomadaire du personnel médical, qui leur est affecté. La réalisation de tests PCR en nombre a déjà été mise en œuvre dans des techniques comme la PCR numérique (en). La PCR digitale, pratiquée sur un seul prélèvement, a une sensibilité meilleure pour la détection du virus que la PCR
,
,.On pourrait envisager de faire des tests groupés de prélèvements par la Pcr Digitale, avec une très bonne détection de la contamination ou non d'un groupe. Une approche fondée sur la métagénomique permettrait de tester 19 200 prélèvements simultanément 
. Il existe plus généralement un support théorique pouvant donner lieu à de nombreuses techniques pratiques de groupage de tests (en). Le 17 mai 2020, le Haut conseil de la santé publique a cependant rendu un avis négatif pour l'utilisation du poolage dans l'optique du dépistage, contrairement à la pratique de nombreux autres pays (Liste des pays pratiquant le groupage pour la détection du COVID-19 (en)). Tout en reconnaissant que la pratique pourrait diminuer significativement le nombre de tests à réaliser, l'autorité l'a écarté principalement parce que les outils d'amplification à la disposition des laboratoires n'étant pas directement adaptés pour ce type de pratique (fractionnement et groupage des échantillons) ceux-ci nécessiteraient donc des adaptations, et parce que cela rendrait difficile la facturation des tests Pcr par les laboratoires à la sécurité sociale. La méthode sera à l'opposé étendue en Israël à partir du début octobre 2020. tandis qu'au même moment, 9 millions de Chinois ont été testés en cinq jours par le groupage,, par application d'une méthode déjà validée dans d'autres agglomérations Chinoises. L'utilisation du groupage parait pourtant d'autant plus justifié que mi-mai en moyenne moins de 4 % des tests Pcr réalisés à l'hôpital sont positifs et parfois beaucoup moins. La pratique permettrait de diminuer sensiblement le délai d'analyse des tests non groupés, qui fin septembre 2020 était en France très fréquemment supérieur à 24h et en zone de grande circulation du virus (rouge) voisin d'une semaine,,. Le risque de diffusion de l'épidémie augmente en effet avec le délai moyen de réalisation des tests,.
L'emploi des tests reste le meilleur outil à disposition de cibler quelle population qui doit être mise à l'isolement: celle qui a un test positif. Ceci, même si les tests à disposition détecteront probablement une proportion assez importante de faux positifs, cela ne diminuera pas pour autant sa capacité à identifier efficacement la population réellement non contaminante. Par contre si la positivité vis-à-vis d'un test n'est pas par exemple assortie de mesures d'isolement (par exemple doit de retrait au niveau professionnel) le dépistage manquera ses objectifs. En France, compte tenu début juin d'un nombre de décès journalier de 60, la maîtrise de l'épidémie se fait par la surveillance des clusters, et le maintien des mesures barrières.
Il semble en effet il avoir des divergences entre les avis du conseil scientifique qui préconise « un dépistage massif au moindre symptôme »
, et les conditions affichées par le ministère de la santé, qui se limitent, hors prescription médicale
, à un dépistage sur la base d'un traçage des contacts présumés des porteurs symptomatiques, détectés comme tels (hormis les cas de faux négatifs), et sur la base du volontariat
 de ces contacts. Il n'y avait donc pas, jusqu'à fin juin et au niveau national, de modification des conditions requises pour bénéficier d'un test de dépistage,. Cependant à partir de la fin juin le ministère de la Santé modifie sa politique pour autoriser le dépistage de toute personne le souhaitant dans les zones de clusters ou périphériques, puis le 25 juillet à toute personne le souhaitant.

#### Dépistage par chiens renifleurs (alternative ou complément au test)
Des chiens ont pu être dressés pour détecter à l'odeur de la transpiration d'une personne la présence de virus actif dans son organisme. En 2020, un malinois a été utilisé en Corse, et mi-2021, après quatre semaines de formation à l'École nationale vétérinaire d'Alfort, un golden retriever de deux ans (Pokaa) est utilisé pour la première fois en Ehpad à Strasbourg pour détecter les malades afin de les isoler et les soigner plus tôt. Selon le Dr Pierre Kohser, médecin de La Roselière, « il a reconnu « à 100 % » les positifs et les négatifs ; capable de « repérer l’ensemble des variants connus », Pokaa score à "100 % sur les symptomatiques" et à "95 % sur les asymptomatiques", catégorie qu’il est crucial de repérer, ajoute Alain Legrand (directeur général de Handi'chiens, association qui éduque des chiens d’assistance pour personnes en situation de handicap), il peut même "détecter le virus à peu près 48 heures avant les tests PCR" ».

### Suivi épidémiologique
Si un dépistage systématique est le plus souhaitable, la pénurie des tests de détection oblige à se contenter d'objectifs moins ambitieux comme des dépistages ciblés (sur la base de critères probabilistes de présence) ou le suivi épidémiologique.
Utiliser un test dont la sensibilité est au mieux de 70 %, en vue d'estimer la dissémination (ou prévalence) de l'épidémie comportera une marge d'incertitude. On pourra par contre évaluer avec plus de précision, du fait de la spécificité élevée, la part de la population qui n'a pas été contaminée. Les tests sérologiques ont été employés avec succès pour ce type de dépistage, car ils mesurent très efficacement les individus ayant fait une séroconversion (immunisés).
L'évaluation de la prévalence est importante car elle intervient dans le calcul des valeurs prédictives des tests. Des estimations géographiques réactualisées de la prévalence à défaut de celles du taux de reproduction de base {\displaystyle R_{0}} (ie {\displaystyle R_{t}}) pourraient sans doute permettre de mettre en place une politique géographique de stop-and-go de confinement, comme cela a dans un premier temps été pratiqué dans l'Oise. C'est en effet davantage la dynamique de la contamination que son niveau qu'il est intéressant de surveiller. La surveillance éventuellement mise en place, n'est cependant qu'un moyen d'évaluer la nécessité de mesures de confinement, le niveau d'exigence des mesures barrières à mettre en place, mais peut difficilement aller à l'encontre de facteurs préexistants comme la densité de population, les dispositifs médicaux à disposition, la propension à respecter des mesures de confinement, le niveau sanitaire, la promiscuité..

## Production de kits de test
La Chine a annoncé qu'elle produisait chaque jour 1,7 million de tests à base d'acide nucléique et 350 000 kits de test d'anticorps au 25 février 2020.
Le Canada a approuvé un test d’ADN portatif, nommé le « cube Spartan » par l’entreprise de biotechnologie basée à Ottawa qui l’a développé, Spartan Bioscience. Le gouvernement de Québec a déjà commandé 200 000 de ces tests.
L'Algérie est le deuxième pays africain à produire les tests, après l'Afrique du Sud. Les tests sont fabriqués par l'entreprise pharmaceutique Vital Care, basée à Alger avec une capacité de production de 200 000 tests par semaine.

## Collecte d'échantillons
Le test de RT-PCR en temps réel peut être effectué sur des échantillons respiratoires obtenus par diverses méthodes, y compris un écouvillonnage nasopharyngé ou un échantillon d'expectoration,. Les résultats sont généralement disponibles en quelques heures à 2 jours[réf. souhaitée].
Hong Kong a mis en place un système permettant aux patients suspects de rester à la maison : le service des urgences fournit un tube d'échantillon au patient, celui-ci crache dedans, le renvoie et obtient un résultat de test quelque temps après.
Le NHS britannique a annoncé lui aussi qu'il commencerait à tester les cas suspects à la maison, ce qui évite le risque d'infecter d'autres personnes à l'hôpital et de devoir désinfecter l'ambulance en cas d'utilisation.

## Lieux et conditions de prescription des tests
En France, par exemple, la détection se faisait, en mars 2020, dans les hôpitaux. Le délai était relativement long car il fallait acheminer les prélèvements dans l'un des 120 centres de détection et réaliser le test PCR qui prend une demi-journée. D'après l'Imperial College London, il faudrait en effet bloquer « plus de 60 % des contaminations par des mesures de contrôle pour maîtriser l'épidémie ». Les conditions climatiques ne joueraient pas en faveur d'une atténuation de la diffusion, contrairement à ce qui se produit pour la grippe dite saisonnière, au moins jusqu'en 2022. Ceci semble par ailleurs confirmé par la diffusion observée dans des pays comme l'Iran ou l'Australie, qui connaissent en début d'année des températures printanières pour l'hémisphère nord.
Le taux de patients infectés mais asymptomatiques serait compris entre 1 et 50 %, selon les sources,,. La population juvénile serait pour certains un vecteur de transmission car infectée autant que la population adulte, pour d'autres le serait peu, en particulier pour les enfants de moins de 14 ans.
Un protocole de détection systématique ciblé par foyer ou micro-foyer d'infection, comme il a été utilisé dans les pays asiatiques (méthode de type « Surveillance-containment »,), n'est pas privilégié par le ministère de la santé, en France,, faute de disposer d'assez de tests et de centres de détection et de parvenir à maîtriser complètement les questions connexes de pénuries de masques de protection,,,,, de réactifs, (comme de respirateurs en réanimation) due en particulier à l'insuffisance de la production nationale,. Les exemples de la contamination de l'EHPAD de Vill'alizé,,, ou encore de la direction de l'AP-HP qui a reconnu qu'il était encore possible pour les soignants de travailler « quand les symptômes sont extrêmement modestes » montrent le danger de reporter la mise en œuvre d'un test de dépistage à la phase symptomatique de la maladie alors que la période moyenne d'incubation avant symptômes est de 6 jours. Ces défauts de dépistage de mise à disposition du matériel de protection du personnel soignant,, subis ou résultants de négligence, seraient juridiquement de nature à engager la responsabilité de l'État, et de la direction de certaines maisons de retraite, dans le cadre du principe de précaution, de la non application du droit de retrait ou de mise en danger de la vie d'autrui. Ainsi si le ministre de la santé a déclaré dans sa conférence de presse du 28/3/20:
« Je demanderai que nous puissions tester en priorité le personnel des Ehpad », sa demande parait difficilement réalisable. En effet compte tenu d'un effectif de personnel des maisons de retraite de 430 000 personnes, d'une production de tests, fin mars, par jour au niveau national de 12000 , d'une durée d'incubation du virus de 7 jours, cela impliquerait de réaliser 430 000 tests hebdomadaires, c'est-à-dire largement au-dessus de la capacité disponible (en comparaison de l'Allemagne où 500 000 tests sont réalisés par semaine). Ceci alors que par ailleurs des instructions sont données pour ne pas hospitaliser les résidents de maisons de retraite en cas d'infection et que le chiffre de 100 000 morts à venir y est jugé probable.
Le nombre journalier de tests de dépistage en France est en effet faible comparé aux autres pays: le pays ne serait qu'en 8e position dans le classement des pays par nombre de tests pratiqués, rapportés à la population (8 fois moins de tests qu'en Corée dont la population avoisine les 52 millions),.
Ainsi, d'après le New England Journal of Medicine, dans une étude portant sur plus de 1 000 patients porteurs du coronavirus et hospitalisés en Chine, seulement 43,8 % des patients avaient de la fièvre lors de leur admission et qu'une autre étude indique que les cas asymptomatiques seraient à l'origine de la contamination de 79 % des cas détectés.
L'évaluation de la mortalité apportée par le virus (de 0,6 % à 5 % suivant les pays, et probablement de 1 % en moyenne) semble liée au taux de prescription de tests par habitant effectués, et dans une moindre mesure à la qualité des traitements apportés. En effet, si les chiffres des décès sont connus avec une bonne précision, ceux des personnes contaminées sont très approximatifs du fait de la proportion importante d'asymptomatiques, en particulier si les prescriptions de tests sont réservées aux patients symptomatiques en état de détresse respiratoire. La comparaison des courbes de contamination de la Corée et d'autres pays permet de supposer une sous-estimation du nombre de cas réels de contamination en France. En particulier, la mortalité apparente dix fois plus élevée en France qu'en Allemagne (dont les capacités de dépistage sont 6 fois, plus élevées qu'en France) est probablement liée en grande partie à une sous estimation du nombre de cas réels en France,. Les capacités de détection en France sont essentiellement limitées par l'équipement en appareils thermocycleurs du domaine public, disponibles seulement dans les 120 centres de détection. Par ailleurs, malgré l'arrêté du 7 mars 2020 autorisant l'ouverture de nouveaux centres de dépistage, en pratique il a eu assez peu,, d'ouvertures de centres, qui étaient au premier semestre 2020 au nombre d'environ 150 en France, presque uniquement en milieu hospitalier, ce qui accroît les risques de maladies nosocomiales,,, (contre par exemple 540,, pour la Corée). Le 16 mars, l'OMS appelle à tester chaque cas suspect. La France en particulier, d'après le journal le Point, à cause de contraintes réglementaires, serait privée, début avril 2020, d'une capacité hebdomadaire d'au moins 150 000 tests. Cependant la politique de dépistage reste, à la mi-mars 2020, suivant les pays très disparate, alors que la réponse à l'épidémie planétaire ne peut se faire efficacement sans action coordonnée des États, et sans s'inspirer de la politique de dépistage des pays, ayant réussi à donner une inflexion à la courbe des cas détectés. Il y a au niveau européen une pénurie de production, des masques de protection qui risque de faire perdurer les contaminations, alors que l'Europe est déjà le premier foyer mondial de l'épidémie. Le 20 mars 2020, le président du conseil scientifique estime qu'un dépistage généralisé sera nécessaire à la sortie de la période de confinement. Les capacités Françaises de production de tests paraissent cependant insuffisantes mi-avril, pour cet objectif et les commandes de tests faites à l'étranger soumises aux alea résultants d'une demande mondiale importante. Ceci alors que les données disponibles mi-mars 2020 laissent penser que la progression de l'épidémie en France suivrait, à peu de différence près, celle de l'Italie avec un décalage de 6 à 9 jours de retard,, et que l'effet des mesures de confinement décidées dans ce dernier pays tarde à se faire sentir,. La courbe des décès laisse cependant espérer une stabilisation début mai.

## Nombre de tests selon les pays
Selon le journal Le Monde, au 20 mars 2020, on procédait en Allemagne à « 160 000 tests par semaine » (= 22 857 /jour), alors qu'en France on en faisait moins de 2 000 /jour jusqu'au 8 mars, et 4 000 /jour à partir du 13 mars.
En Angleterre, selon The Guardian, au 18 mars 2020, on procédait à 4 000 tests/jour et le gouvernement annonçait vouloir parvenir rapidement à 20 000 tests/jour.
Aux États-Unis, selon The New York Times, LabCorp annonçait pouvoir effectuer 10 000 tests/jour dès le 23 mars 2020, puis 20 000 tests/jour à la fin du mois de mars ; le secteur public n'ayant effectué que 30 000 tests durant les cinq semaines précédentes, selon les données de l'université Johns-Hopkins. Le 24 mars, la coordinatrice du groupe de travail de la Maison-Blanche sur le coronavirus annonçait que 50 000 à 70 000 tests quotidiens étaient pratiqués.
Au 24 mars 2020, la France a réalisé 101 046 tests contre 500 000 tests par semaine en Allemagne, la Corée du Sud, ayant elle réalisé près de 400 000 tests depuis le début de l'épidémie. En rapportant le nombre de tests à la taille de la population nationale, soit le nombre de tests réalisés pour 10 000 habitants dans chaque pays, la France en réalise pour l'instant 15. Cinq fois moins que l'Allemagne (80) ou la Corée du Sud (77).
On peut souligner la difficulté d'avoir des chiffres fiables et comparables sur le nombre de tests pratiqués dans chaque pays. Début avril 2020, le site Worldometer commence à publier le nombre de tests total par pays: à la date du 7 avril, les chiffres sont de 918 460 pour l'Allemagne (ce qui n'est pas cohérent avec le nombre 500 000 par semaine largement publié dans les médias) et de 224 254 pour la France. Rapporté à la population, cela donne environ 3 fois plus de tests en Allemagne qu'en France et cette proportion reste stable dans les semaines. Au même moment, le site OurWorldInData commence lui aussi à présenter des graphiques du nombre de tests par pays ; dans ses explications, ce site explique que les données sont très partielles et notamment que l'on ignore souvent si le décompte officiel concerne le nombre de personnes testées ou le nombre d'échantillons testés.
Dans les décomptes publiés pour chaque pays, il y a une incertitude sur la nature des tests (le type - test virologique RT-PCR ou test d'anticorps - n'étant pas indiqué).
Au 19 avril 2020, selon Worldometer, les pays qui ont réalisé le plus grand nombre de tests ont testé 1 à 3 % de leur population totale - mis à part quelques pays tels que l'Islande qui rapporte 12 % de la population testée, et en supposant que chaque test correspond à un individu différent.. Un rapide balayage du tableau de données montre qu'il n'y a un certain niveau de corrélation entre le nombre total de tests par million d’habitants et le nombre total de cas déclarés. La corrélation semble plus faible entre le nombre total de tests par million d’habitants et le nombre total de décès par million d'habitants (il faut en effet identifier les malades pour les rapporter à un décès de type covid).
Le nombre de tests pratiqués (en) rapporté à la population (par million d'habitant), peut être un indicateur quantitatif de la capacité d'un état à repérer les malades contaminés, mais ne l'est pas systématiquement. Cette capacité est aussi liée à la façon dont les tests sont pratiqués. Il y avait par exemple mi-avril cinq fois moins de tests par million d'habitant pratiqués au Japon qu'en France, mais le Japon s'est plus orienté plus systématiquement vers l'identification des clusters, le port du masque,, que vers un dépistage systématique. En effet, dans le cadre d'une politique de dépistage qui doit aussi intégrer une pénurie de tests, il est important d'essayer de maximiser, à un niveau de contagion donné, le rapport {\displaystyle {\frac {tests_{\text{positifs}}}{tests_{\text{pratiqués}}}}} en définissant des critères probabilistes (mode de vie, professions, contacts, régions ..) susceptibles de cibler le plus possible la population probablement infectée, afin d'économiser au maximum les tests disponibles.

## Sécurité des tests
Des réseaux de faux tests ont été repérés durant la pandémie. Des personnes refusant de se faire tester avant de traverser une frontière ou de participer à des événements nécessitant un test négatif ont acheté de faux tests. Des entreprises ont entrepris de fournir des solutions de traçabilité des tests comme des QR codes.